# Tipula (Lunatipula) sciurus
Tipula (Lunatipula) sciurus is een tweevleugelige uit de familie langpootmuggen (Tipulidae). De soort komt voor in het Palearctisch gebied.